# 欺騙
欺騙（ぎへん、英語: deception）は、自らの意図と能力を隠匿するために相手に誤った情報資料を計画的に与える作戦行動である。
ここでは軍事での欺騙について述べる。軍事においては自らが行う作戦行動を有利に導くために実施される一手段であり、欺騙作戦あるいは行動として主作戦行動を補助するために実施される。

## 手段
その方法としては、陽動、偽陣地、偽工事、偽情報、通信欺騙、その他奇計などがある。

### 陽動
敵に誤判断させるため、注意をひきつけあからさまに行動すること。陽動攻撃、陽動渡河などがこれにあたる。

### 偽陣地
敵を騙すため、実在しない陣地をそこにあるかの様にみせかけた陣地のこと。地上の敵方から見て陣地があるかのように見えるだけでなく、上空から見られている点にも着意が必要で、航空宇宙技術の進歩とともに各種人工衛星からの監視にも対応することが要される。

### 偽工事
上記の偽陣地の構築に合せ偽地雷原などの構築や、偽兵站施設、偽インフラの構築および実際とは異なる規模の工事を実施し、敵を騙すこと。

### 偽情報
敵を騙すため、友軍間での情報のやり取りを意図的に狂わせたり、偽の作戦計画や暗号などを敵方に洩らしたり、あるいは敵に成りすまして情報の攪乱を起こしたりすること。

### 通信欺騙
上記の偽情報に合わせ、友軍間において実際とは異なる通信系、通信量、周波数、通信所などで交信して、あるいは敵の通信体系や情報活動に介入して騙すこと。